# Ricardo Bizzozero
Ricardo Alberto Bizzozero (25 de noviembre de 1948) es un pelotari argentino ganador de siete medallas de oro en los Campeonatos Mundiales de Pelota Vasca y una medalla de oro en los Juegos Olímpicos de Barcelona 1992, donde se incluyó a la pelota vasca como deporte de exhibición. Está incluido en la Galería de Figuras de la Federación Internacional de Pelota Vasca, entre los 21 pelotaris más destacados de la historia de ese deporte. En 1990 recibió el Premio Konex - Diploma al Mérito como uno de los 5 mejores pelotaris de la década en Argentina. 
Su momento más destacado fue cuando, bajo su liderazgo, la Argentina salió primera en el medallero por segunda vez en su historia, en el Campeonato Mundial de Montevideo 1974.
Sus 5 títulos mundiales por pareja en 7 finales disputadas lo posicionan como el pelotari más exitoso de la historia en modalidad de trinquete.

## Palmarés

### Campeón metropolitano (Buenos Aires)
- 1984: trinquete, paleta cuero
- 1986: trinquete, share
- 1986: trinquete, share
- 1986: trinquete, share

### Campeón argentino
- 1987: frontón, paleta cuero
- 1988: frontón, paleta cuero
- 1989: frontón, paleta cuero
- 1988: trinquete, paleta cuero
- 1988: trinquete, share

### Campeón mundial
- 1970: share (San Sebastián)
- 1974: share (Montevideo)
- 1974: frontón corto, paleta cuero (Montevideo)
- 1974: trinquete, paleta cuero (Montevideo)
- 1978: share (Biarritz)
- 1982: frontón corto, paleta cuero (México)
- 1982: trinquete, paleta cuero (México)

### Subcampeón mundial
- 1970: trinquete, paleta cuero (San Sebastián)
- 1978: frontón corto, paleta cuero (Biarritz)
- 1978: trinquete, paleta cuero (Biarritz)

### Juegos Olímpicos de Barcelona 1992 (deporte exhibición)
- Paleta cuero en trinquete: medalla de oro